# Медведково (Невельский район)
Медве́дково — деревня в Невельском районе Псковской области России. Входит в состав сельского поселения Артёмовская волость.

## География
Находится в 1 версте к юго-востоку от деревни Артёмово.

## Население
Численность населения деревни на конец 2000 года составляла 2 жителя.